# Medalha de Ouro do Exército
A Army Gold Medal, também conhecida como Cruz Penínsular e acompanhada da Gold Cross foi uma medalha de campanha britânica concedida em reconhecimento de campo e comandos bem sucedidos dos oficiais gerais em campanhas, predominantemente a Guerra Peninsular. Não foi uma medalha geral, uma vez que foi emitido apenas para aqueles cuja classificação não foi menos do que a de comandante do batalhão. 
Foi criado pelo regente do Reino Unido na época, o príncipe Guilherme de Clarence.

## Tipologia
A honra foi dividida internamente em três categorias diferentes:
- Grande medalha, reservada exclusivamente para generais.
- Pequeno medalha, dado a oficiais.
- Cruz, suplementarmente concedida aos oficiais que foram distintos em quatro ou mais ações.

A partir de 1813, foi autorizada a utilização de barretas específicas de suas fitas decorativas, que visavam identificar os combates que haviam tomado parte no premiado. Na cruz, poderia ser inscrito nas primeiras quatro ações em que participou o premiado, um para cada braço da decoração, assim como a quarta fita da cruz era decorada com fitas combinando.
A mais alta honraria foi concedida a Arthur Wellesley, 1.º Duque de Wellington, que tem nove barretes e uma cruz para um total de 13 ações, medalha que está visível em retrato em Apsley House.

## Insígnias
Medalha
Consiste de um disco de ouro em que é retratado na direita como a personificação da Inglaterra a Britannia com escudo e leão deitado ao seu lado. Na parte de trás era um espaço vazio no meio de uma coroa de ramos de louro onde inscreve o nome da primeira batalha para a qual foi agraciado com a honra.  A medalha é respaldada em fita usando um anel circular de ouro.
Cruz
Consiste de uma cruz patente  em ouro com braços bordados em gumes tendo no centro um leão passant virado para a direita. Nos braços estavam gravados os nomes das batalhas em que participou o agraciado.
Fita
Vermelha com uma parte azul em cada lado.

## Barretes
| - Maida - Roliça - Vimiera - Sahagun - Benevente - Sahagun e Benevente - Corunha - Martinique - Talavera | - Guadaloupe - Busaco - Barrosa - Fuentes D'Onor - Albuhera - Java - Ciudad Rodrigo - Badajoz - Salamanca - Fort Detroit | - Chateauguay - Chrysler's Farm - Vitória - Pyrenees - St Sebastien - Nivelle - Nive - Orthes - Toulouse |